# IAR 95
El IAR 95 "Spey", fue un proyecto de caza supersónico para la Fuerza Aérea Rumana durante fines de los años 60 como una de sus metas a alcanzar. Debido a diversos problemas el programa fue cancelado en 1981, retomado unos años más tarde y cancelado definitivamente en 1988 por problemas financieros.

## Desarrollo
A finales de la década de 1960, en el mismo tiempo con la recreación de la industria de la aviación rumana, se establecieron tres grandes metas en el campo del diseño de aviones militares:
- El diseño y producción de un avión de apoyo aéreo cercano subsónico, que más tarde se convertiría en el IAR 93, el primer avión de combate construido después de la guerra en Rumanía.

- Un avión de entrenamiento avanzado, que más tarde sería el IAR 99.

- Un caza supersónico.

Las capacidades para la investigación avanzada de la industria aeroespacial rumana se habían formado durante la década de 1970 en la antigua INCREST (ahora heredada por INCAS), y estos incluían tres túneles de viento para investigaciones.
A finales de la década de 1970, se iniciaron los estudios iniciales bajo la dirección del Ing. Dumitru Badea. El IAR 95 era un monoplano de ala alta con tomas de aire laterales, un avión ligero, con una configuración de un solo motor. El diseño requería de un motor con un empuje de 54 kN en seco y 91 kN en postcombustión
Aunque el diseño estructural de IAR 95 se encontraba en una fase bastante avanzada, la falta de disponibilidad de un motor adecuado llevó a la cancelación del proyecto inicial en 1981.
El programa del avión de combate supersónico se reinició a principios de los años 80 bajo la dirección del Ing. Constantin Roșca. La primera disposición del nuevo diseño fue llamado IAR 101 y tenía la disposición general similar al IAR 95, pero tenía un fuselaje más grueso y cuatro puntos de anclaje bajo las alas.
El siguiente paso fue el IAR S varios modelos a escala fueron construidos y probados en el túnel de viento. Eran ya sea con un solo motor y un estabilizador vertical, dos motores y estabilizadores verticales, de una y dos piezas.
El programa era muy ambicioso y planteaba un verdadero desafío para la industria de la aviación rumana. Para poner a prueba la capacidad de producir una aeronave, se tomó la decisión de construir el primer demostrador de tecnología, el IAR 95 ME.
El demostrador tuvo que ser construido en la I.Av. Bucarest Baneasa (hoy Romaero S.A), y una rama especial de la INCREST se trasladó a unas nuevas instalaciones creadas en las proximidades de esta fábrica. Esta vez, el avión alcanzó la fase de proyecto. Sin embargo en 1988, debido a razones financieras, el programa fue cancelado definitivamente.

## Características IAR 95 ME
Referencia datos: 

### Características generales
- Tripulación: 1 o 2
- Longitud: 16 m (52,5 ft)
- Envergadura: 9,3 m (30,5 ft)
- Altura: 5,5 m (17,9 ft)
- Superficie alar: 27,9 m² (300,3 ft²)
- Peso vacío: 7880 kg (17 367,5 lb)
- Peso máximo al despegue: 15 200 kg (33 500,8 lb)
- Planta motriz: 1× Turborreactor Tumansky R-29-300.
  - Empuje normal: 81,4 kN (8300 kgf; 18 300 lbf) de empuje.
  - Empuje con postquemador: 122 kN (12 440 kgf; 27 427 lbf) de empuje.

### Rendimiento
- Velocidad máxima operativa (Vno): 1900 km/h (1181 MPH; 1026 kt) (estimado)

### Armamento
- Puntos de anclaje: 7 (2 subalares, 2 rieles alares y 1 ventral) con una capacidad de 3.200 kg, para cargar una combinación de:     
  - Otros: Bombas y misiles de diversos tipos